# Строевское (село)
Строевское — село в Устьянском районе Архангельской области. До 28 апреля 2021 года административный центр Строевского сельского поселения, с 28 апреля 2021 года в составе Березницкого сельского поселения.

## География
Село Строевское расположено в северо-западной части Устьянского района, на левом берегу реки Устья (приток Ваги).
Местность вокруг холмистая, с трех сторон село окружено холмами (Гарь, Божья Гривка, Палениха) и открыто только по руслу реки Устья на юго-запад. На правом берегу реки, напротив Строевского, расположена деревня Щапинская.

## Население
Численность населения села, по данным Всероссийской переписи населения 2010 года, составляла 547 человек. Численность постоянного населения всего МО «Строевское» на 1 января 2012 года составляла 1143 человека (516 хозяйств)[уточнить].

### Карты
- [mapp38.narod.ru/map1/index87.html Топографическая карта P-38-87,88. Строевское]